# Basquetbol als Jocs Mediterranis
El basquetbol als Jocs Mediterranis s'ha vingut disputant des de 1951 en categoria masculina i 1987 en categoria femenina. La selecció de Iugoslàvia en categoria masculina i la de Croàcia en femenina són les seleccions més reeixides en la competició. Des de l'any 2018 la competició es disputa en la modalitat de Basquetbol 3x3.

## Medaller total
Actualitzat fins 2022.
| Posició | País                 | Or | Plata | Bronze | Total |
| 1       | Itàlia               | 5  | 7     | 4      | 16    |
| 2       | Espanya              | 5  | 5     | 5      | 15    |
| 3       | Iugoslàvia           | 5  | 1     | 1      | 7     |
| 4       | França               | 3  | 3     | 3      | 9     |
| 4       | Turquia              | 3  | 3     | 3      | 9     |
| 6       | Croàcia              | 3  | 2     | 1      | 6     |
| 7       | Grècia               | 1  | 4     | 4      | 9     |
| 8       | Egipte               | 1  | 0     | 2      | 3     |
| 9       | Albània              | 1  | 0     | 0      | 1     |
| 9       | Bòsnia i Hercegovina | 1  | 0     | 0      | 1     |
| 11      | Sèrbia               | 0  | 3     | 0      | 3     |
| 12      | Sèrbia i Montenegro  | 0  | 0     | 1      | 1     |
| 12      | Tunísia              | 0  | 0     | 1      | 1     |
| 12      | Síria                | 0  | 0     | 1      | 1     |
| 12      | Portugal             | 0  | 0     | 1      | 1     |
| 12      | Eslovènia            | 0  | 0     | 1      | 1     |
| Totals  | Totals               | 28 | 28    | 28     | 84    |

## Competició masculina
| 1951 Detalls | Alexandria          | · Egipte     |         | · Espanya    | · Itàlia        |         | · Grècia        |
| 1955 Detalls | Barcelona           | · Espanya    |         | · Itàlia     | · Grècia        |         | · Egipte        |
| 1959 Detalls | Beirut              | · Iugoslàvia |         | · Espanya    | · R. Àrab Unida |         | · Líban         |
| 1963 Detalls | Nàpols              | · Itàlia     |         | · Espanya    | · Iugoslàvia    |         | · R. Àrab Unida |
| 1967 Detalls | Tunis               | · Iugoslàvia |         | · Itàlia     | · Turquia       | 87 - 84 | · Grècia        |
| 1971 Detalls | Esmirna             | · Iugoslàvia |         | · Turquia    | · Grècia        |         | · R. Àrab Unida |
| 1975 Detalls | Alger               | · Iugoslàvia |         | · França     | · Itàlia        |         | · Espanya       |
| 1979 Detalls | Split               | · Grècia     | 85 - 74 | · Iugoslàvia | · Egipte        |         | · Turquia       |
| 1983 Detalls | Casablanca          | · Iugoslàvia |         | · Itàlia     | · Turquia       | 77 - 73 | · Grècia        |
| 1987 Detalls | Latakia             | · Turquia    |         | · Espanya    | · Grècia        |         | · Tunísia       |
| 1991 Detalls | Atenes              | · Itàlia     | 97 − 91 | · Grècia     | · França        |         | · Turquia       |
| 1993 Detalls | Llenguadoc-Rosselló | · Itàlia     |         | · Croàcia    | · França        | 70 − 67 | · Grècia        |
| 1997 Detalls | província de Bari   | · Espanya    | 82 − 72 | · Itàlia     | · FR Yugoslavia | 84 − 75 | · Grècia        |
| 2001 Detalls | Tunis               | · Espanya    | 72 - 61 | · Grècia     | · Itàlia        |         | · FR Yugoslavia |
| 2005 Detalls | Província d'Almeria | · Itàlia     | 87 − 86 | · Grècia     | · Espanya       | 84 − 70 | · Turquia       |
| 2009 Detalls | Pescara             | · Croàcia    | 72 − 60 | · Grècia     | · Turquia       | 88 − 71 | · Itàlia        |
| 2013 Detalls | Mersin              | · Turquia    | 79 − 62 | · Sèrbia     | · Tunísia       | 63 − 58 | · Macedònia     |

### Competició masculina 3x3
| 2018 Detalls | Tarragona | · França | 16 − 14 (pr.) | · Itàlia | · Eslovènia | 18 − 11 | · Grècia  |
| 2022 Detalls | Orà       | · França | 19 − 13       | · Sèrbia | · Espanya   | 16 − 13 | · Turquia |

## Competició femenina
| 1987 Detalls | Latakia             | · Albània              | 88 - 52    | · Turquia  | · Síria    |            | · Líban     |
| 1991 Detalls | Atenes              | · Espanya              |            | · França   | · Grècia   | 66 - 61    | · Itàlia    |
| 1993 Detalls | Llenguadoc-Rosselló | · Bòsnia i Hercegovina |            | · Itàlia   | · Espanya  |            | · Eslovènia |
| 1997 Detalls | província de Bari   | · Croàcia              |            | · Turquia  | · França   | 85 - 63    | · Grècia    |
| 2001 Detalls | Tunis               | · Croàcia              | 71 - 62    | · Itàlia   | · Espanya  | 72 - 71    | · Turquia   |
| 2005 Detalls | Província d'Almeria | · Turquia              | 68 - 66    | · Croàcia  | · Espanya  | 68 - 51    | · Grècia    |
| 2009 Detalls | Pescara             | · Itàlia               | 70 - 54    | · Sèrbia   | · Croàcia  | 77 - 62    | · Grècia    |
| 2013 Detalls | Mersin              | Cancel·lat             | Cancel·lat | Cancel·lat | Cancel·lat | Cancel·lat | Cancel·lat  |

### Competició femenina 3x3
| 2018 Detalls | Tarragona | · França  | 10 − 8  | · Espanya | · Portugal | 21 − 20 | · Sèrbia  |
| 2022 Detalls | Orà       | · Espanya | 12 − 11 | · França  | · Itàlia   | 14 − 12 | · Turquia |